# Creacombe
Creacombe är en by i civil parish Rackenford, i distriktet North Devon, i grevskapet Devon i England. Byn är belägen 12 km från South Molton. Creacombe var en civil parish fram till 1986 när blev den en del av Rackenford. Civil parish hade 52 invånare år 1961. Byn nämndes i Domedagsboken (Domesday Book) år 1086, och kallades då Crawecome/Crabecoma/Crahecome/Crawecoma.